# Ансина
Ансина (исп. Ansina) — город в северной части Уругвая, в департаменте Такуарембо.

## География
Расположен на берегу реки Такуарембо, примерно в 60 км к юго-востоку от административного центра департамента, города Такуарембо и в 150 км к северо-западу от города Мело. Город находится при пересечении автомобильных дорог № 26 и № 44. Абсолютная высота — 92 метра над уровнем моря.

## История
Согласно постановлению № 11.530, 5 октября 1950 года населённый пункт был переименован из Пасо-де-Боррачо в Ансина. Получил статус малого города (Villa) 3 мая 1984 года.

## Население
По данным на 2011 год население Ансина составляет 2712 человек.
| Год  | Население |
| ---- | --------- |
| 1963 | 989       |
| 1975 | 1056      |
| 1985 | 1637      |
| 1996 | 1930      |
| 2004 | 2790      |
| 2011 | 2712      |

Источник: Instituto Nacional de Estadística de Uruguay